# Bill Johnson (saxofonist)
William Luther Johnson (Jacksonville, 30 september 1912 – New York, 5 juli 1960) was een Amerikaanse jazzsaxofonist, -klarinettist en arrangeur.

## Biografie
Johnson leerde eerst piano en op 16-jarige leeftijd altsaxofoon spelen. Hij bezocht muziekscholen in Wisconsin en Illinois en de Marquette University. In Milwaukee speelde hij met Jabbo Smith. Hij speelde met Baron Lee en Tiny Bradshaw, voordat hij in 1936 lid werd van de band van Erskine Hawkins, waartoe hij behoorde tot 1943 en waarmee hij opnam (Uptown Shuffle (1939), Bear Mash Blues (1942), Uncle Budd (1941)). Met Hawkins componeerde hij Tuxedo Junction, een hit voor Hawkins en een nog veel grotere hit voor Glenn Miller in 1940. Met Hawkins had hij ook een optreden in de korte film Deviled Hams uit 1937. Na het afscheid van Hawkins formeerde hij Bill Johnson and his Musical Notes. Rond 1946 nam hij op voor Alert Records. In 1947 kwam hij in de lijst van singles in de Race Records-hitlijst van 1947 met Don't You Think I Ought to Know.
Hij dient niet te worden verwisseld met de contrabassist Bill Johnson en de banjospeler Bill Johnson.

## Overlijden
Bill Johnson overleed in juli 1960 op 47-jarige leeftijd.
- Biblioteca Nacional de España: XX1189824
- Bibliothèque nationale de France: cb13799939b (data)
- Gemeinsame Normdatei: 1162305339
- International Standard Name Identifier: 0000 0001 1862 2535
- Library of Congress Control Number: no2007090070
- MusicBrainz: bb44e6a9-7c57-4e33-b46e-a12584a8b9ac
- Nederlandse Thesaurus van Auteursnamen: 310434688
- Istituto Centrale per il Catalogo Unico: LO1V350139
- Virtual International Authority File: 101035698
- WorldCat: E39PBJwxQdvjKWtHYpQJpxxqwC